# Argyractis peraltalis
Argyractis peraltalis là một loài bướm đêm trong họ Crambidae.